# Héctor Enrique
Héctor Adolfo Enrique (Burzaco, Buenos Aires, 26 de abril de 1962) mas conocido como el "El Negro Enrique", es un exfutbolista argentino que jugaba de mediocampista.
Fue internacional absoluto de la selección de fútbol de Argentina de 1986 a 1989. Se consagró campeón de la Copa Mundial de la FIFA 1986. Como jugador de C. A. River Plate, ganó la Copa Libertadores 1986 y la Copa Intercontinental 1986.

## Trayectoria
Nació en Burzaco, provincia de Buenos Aires, su padre es de un pueblo al norte de la provincia de Santa Fe llamado La Gallareta, donde Enrique vivió parte de su infancia junto a su familia; luego por cuestiones laborales se mudaron a Buenos Aires, allí es donde "el negro" se inició en el futbol juvenil en el club Villa Calzada y comenzó su carrera en las inferiores de Lanús junto a su hermano Carlos Enrique.
Jugó en los clubes River Plate y Lanús. En su paso por la selección Argentina fue campeón mundial en México 1986, además de ganar con River dos campeonatos argentinos, una Copa Libertadores de América y una Copa Intercontinental también en el año 1986. Incursionó en el fútbol en el Club Atlético Lanús.
De gran personalidad, notable despliegue y buen manejo del balón, en River, le tocó la difícil tarea de reemplazar un puesto que dos años antes había dejado un histórico, El "negro" Juan José López, la cual realizó notablemente. Fue en el club millonario, donde una lesión en la rodilla derecha, hace que comience a perder continuidad, perjudicando de esta manera su carrera.
Fue él quien le dio a Maradona el pase en el segundo gol a Inglaterra en México 1986, considerado el mejor gol de la historia del fútbol. 
Su carrera deportiva la dejó a mediados de 1995 dejando el fútbol por una lesión de la cual no se pudo recuperar. Formó parte del cuerpo técnico de la Selección de fútbol de Argentina. 

## Selección nacional
Ha sido internacional con la Selección de fútbol de Argentina en 11 oportunidades, entre los años 1986 y 1989. Además ha sido primer ayudante de campo o asistente técnico de Diego Armando Maradona junto a los acompañó Alejandro Víctor Mancuso durante los partidos amistosos previos al Mundial de Sudáfrica 2010 y en el mismo Campeonato Mundial en dicho territorio africano.

### Participaciones en Copas del Mundo
| Título                       | País      | Resultado |
| ---------------------------- | --------- | --------- |
| Copa Mundial de la FIFA 1986 | Argentina | Campeón   |

## Clubes
| Equipo            | País      | Año       |
| ----------------- | --------- | --------- |
| Lanús             | Argentina | 1980-1982 |
| River Plate       | Argentina | 1982-1990 |
| Deportivo Español | Argentina | 1990-1991 |
| Lanús             | Argentina | 1991-1993 |
| Tosu Futures      | Japón     | 1995      |
| FPI Hamamatsu     | Japón     | 1996-1997 |

## Palmarés

### Campeonatos nacionales
| Título                         | Club        | Sede         | Año     |
| ------------------------------ | ----------- | ------------ | ------- |
| Primera B Nacional             | Lanús       | Buenos Aires | 1991/92 |
| Campeonato de Primera División | River Plate | Buenos Aires | 1985/86 |
| Campeonato de Primera División | River Plate | Buenos Aires | 1989/90 |

- También fue campeón de Primera B Nacional, con Lanús, en 1992.

### Campeonatos internacionales
| Título                  | Club                | Sede         | Año  |
| ----------------------- | ------------------- | ------------ | ---- |
| Copa Mundial de la FIFA | Selección Argentina | México DF    | 1986 |
| Copa Libertadores       | River Plate         | Buenos Aires | 1986 |
| Copa Intercontinental   | River Plate         | Tokio        | 1986 |
| Copa Interamericana     | River Plate         | Buenos Aires | 1987 |

## Vida personal
Es hermano de Carlos Enrique, también exfutbolista y campeón del fútbol argentino con Independiente y River. Sus otros dos hermanos, Rubén Enrique y Ramón Enrique, jugaron profesionalmente en equipos del ascenso argentino.
Cuatro de sus cinco hijos se destacan como deportistas de alto rendimiento: Fernando y Ramiro en fútbol, Facundo en rugby y Belén en hockey sobre césped.